# Смертна кара в США
Смертна кара у США (англ. capital punishment, death penalty) — засіб покарання, який є законним у 27 штатах країни. При цьому фактично лише 20 штатів виконують смертні вироки, а в інших 7 діє мораторій.
Такий самий мораторій, але в межах усієї країни, діяв у Сполучених штатах у 1967—1977 рр. 1972 року Верховний суд США (розглядаючи справу «Фурман проти штату Джорджія» (англ. Furman v. Georgia) скорегував законодавство щодо смертної кари, чинне на той час, замінивши покарання всім ув'язненим, які очікували на виконання смертних вироків, на довічне позбавлення волі. Згодом більшість штатів ухвалили нові закони щодо застосування смертної кари, а сам Верховний суд 1976 року підтвердив законність такої міри покарання, розглядаючи справу «Грегг проти штату Джорджія» (англ. Gregg v. Georgia).
З того часу (станом на березень 2021 року) 1 532 підсудних було страчено; вироків, які передбачають смертну кару, судами різних штатів винесено (станом на березень 2021 року) 8 752.
Адміністрація президента Трампа відстоювала необхідність ширшого застосування смертної кари за федеральні злочини й відновила страти. 14 липня 2020 року Даніель Льюїс Лі став першим ув'язненим, страченим федеральним урядом із 2003 року. Після цього — і до моменту втрати Трампом повноважень — відбулись 13 так званих «федеральних страт». 46-й президент США, Джо Байден, виступає проти застосування смертної кари, проте змін законодавства за його адміністрації поки не відбулося.

## Штати, де смертна кара дозволена або заборонена
Смертна кара дозволена у таких штатах: Алабама, Айдахо, Аризона, Арканзас, Вайоминг, Джорджія, Індіана, Каліфорнія, Канзас, Кентуккі, Луїзіана, Міссісіпі, Міссурі, Монтана, Небраска, Невада, Огайо, Оклахома, Орегон, Пенсильванія, Південна Дакота, Південна Кароліна, Північна Кароліна, Теннессі, Техас, Флорида, Юта.
При цьому, у Каліфорнії, Орегоні та Пенсильванії діють тимчасові мораторії на виконання страт.
Смертна кара заборонена у таких штатах: Айова (із 1965), Аляска (із 1957), Вашингтон (із 2018), Вермонт (із 1972), Вірджинія (із 2021), Вісконсин (із 1853), Гаваї (із 1957), Делавер (із 2016), Західна Вірджинія (із 1965), Іллінойс (із 2011), Колорадо (із 2020), Коннектикут (із 2012), Массачусетс (із 1984), Мен (із 1887), Мериленд (із 2013), Мічиган (із 1847), Міннесота (із 1911), Нью-Гемпшир (із 2019), Нью-Джерсі (із 2007), Нью-Йорк (із 2007), Нью-Мексико (із 2009), Північна Дакота (із 1973), Род-Айленд (із 1984).
Останнім (станом на весну 2021 року) штатом, який відмовився від смертної кари, стала Вірджинія. До цього штат посідав друге місце за кількістю страт у країні. 24 березня 2021 року губернатор штату демократ Ральф Нортем підписав закон про заборону страт, зазначивши, що «смертна кара непропорційно застосовується до чорношкірих і є продуктом недосконалої судової системи, яка не завжди працює правильно». За словами чиновника, з 1973 року понад 170 людей були звільнені з камер смертників після того, як були виявлені докази їхньої невинуватості.

## Історія застосування смертної кари у США
Перший смертний вирок у британських північноамериканських колоніях виконали 1608 року над капітаном Джорджем Кендалом, якого розстріляли за шпигунство на користь Іспанії. Закони, що стосуються смертної кари, вирізнялися, залежно від колонії. Наприклад, 1612 року губернатор Вірджинії Томас Дейл ухвалив закон, який передбачав смертну кару навіть за незначні злочини, такі як крадіжка винограду, убивство курей та торгівля з індіанцями. Колонія Массачусетської затоки провела свою першу страту 1630 року, Нью-Йоркська колонія запровадила 1665 р. закон, згідно із яким побиття батьків або заперечення наявності «справжнього Бога» каралися смертю.
На початку XIX століття багато штатів суттєво зменшили перелік злочинів, за які карали смертю і побудували державні пенітенціарні установи. 1834 року Пенсильванія стала першим штатом, який вирішив не проводити публічних страт і організовувати їх лише у виправних установах.
У березні 1847 року Мічиган став першим штатом, який скасував смертну кару за всі злочини, крім державної зради (але страт за цими обвинуваченнями із того моменту ніколи не проводили). Пізніше Род-Айленд та Висконсин скасували смертну кару за всі злочини.
Під час Громадянської війни рух спротиву смертній кари вщух, оскільки більше уваги приділялося руху проти рабства. Після війни з'явилися та стали застосовуватися нові засоби страти, зокрема «електричний стілець», який уперше побудували в Нью-Йорку 1888 року; 1890 року провели першу страту із його використанням.
З 1907 до 1917 року шість штатів США повністю заборонили смертну кару, а три обмежили її застосування лише щодо зрадників та вбивць. Утім, ці нововведення проіснували недовго, адже внаслідок революції в Росії в суспільстві виникли панічні настрої через загрозу аналогічних подій у США. Крім того, Сполучені Штати розпочали брати участь у Першій світовій війні. Унаслідок цього п'ять із шести аболіціоністських штатів відновили застосування смертної кари до 1920 р.
1924 року вперше запроваджено використання газованого ціаністого калію (Невада обрала його як найбільш гуманний спосіб страти ув'язнених). Член китайського бандитського угруповання Гі Джон був першим, кого стратили шляхом вдихання отруйного газу. Влада намагалася перекачати ціаністий газ в камеру Джона, поки він спав, але це виявилося неможливим, побудували першу газову камеру, призначену спеціально для страт.
У 20-х — 40-х роках ХХ століття відбулося суттєве зростання кількості страт у США. Частково це було пов'язано з переконаннями криміналістів того часу, які стверджували, що смертна кара є необхідним соціальним заходом; частково — із Великою депресію. У 1930-х роках у США було більше страт, ніж в будь-яке інше десятиліття в історії Америки, в середньому 167 на рік.
У 50-х роках суспільні настрої почали змінюватися, кількість страт різко зменшилася. 1966 року підтримка застосування смертної кари американцями досягла мінімуму за весь час. Опитування Gallup продемонструвало підтримку смертної кари лише на рівні 42 %.

## Дозволені у США способи виконання смертної кари
1. Розстріл
2. Смертельна ін'єкція
3. Електричний стілець
4. Газова камера
5. Удушення азотом

У США є відведені місця для запрошених, де через вікно вони можуть спостерігати за виконанням смертного вироку.